# Савельева, Элеонора Анатольевна
Элеоно́ра Анато́льевна Саве́льева (род. 15 ноября 1937, с. Пыелдино Сысольского района Коми АССР) — российский историк и археолог, доктор исторических наук, заслуженный деятель науки Коми АССР (1987), заслуженный деятель науки Российской Федерации (1998).

## Биография
Родилась 15 ноября 1937 года в селе Пыелдино Сысольского района Коми АССР. В 1959 году закончила исторический факультет Уральского Государственного Университета в Свердловске и была направлена в отдел истории, этнографии и археологии Коми филиала Академии Наук СССР, работала в должности старшего лаборанта, с 1961 по 1972 год- младшим научным сотрудником. В 1969 году в Институте археологии Академии Наук СССР (Москва) защитила диссертацию на соискание ученой степени кандидата исторических наук «Пермь Вычегодская по археологическим материалам». С 1972 по 1985 год работала в Сыктывкарском Государственном Университете в должности старшего преподавателя кафедры истории историко-филологического факультета (1972—1975), доцента кафедры СССР (1975—1977), декана исторического факультета (1977—1979), доцента кафедры истории СССР (1975—1977), заведующей кафедры истории СССР (1982—1985 гг.). В 1985 году избрана по конкурсу на должность заведующей отделом археологии в Институт языка, литературы и истории Коми НЦ УрО РАН, с 1991 года- заместителем директора института по научной работе. В 1995 году в Институте Археологии Российской Академии Наук (Москва) защитила диссертацию на соискание ученой степени доктора исторических наук «Европейский Северо-Восток в эпоху средневековья».

## Научная деятельность
Основную сферу научных интересов представляет этногенез и этническая история народа коми в эпоху средневековья, древнерусская колонизация Европейского Северо-Востока. C 1961 года начала проводить самостоятельные полевые археологические раскопки. Участвовала и руководила археологическими раскопками на территории республики Коми и Архангельской области. В числе найденных ею древних артефактов- деревянная чаша с ручкой в виде скульптуры медведя, серебряный сасанидский ритон в форме головы быка, железная кольчуга и др. Данные находки в связи с исторической и культурной ценностью хранятся в Эрмитаже. Открыла и исследовала памятники первой половины II тысячелетия н. э. на территории Республики Коми и Архангельской области, которые позволили обеспечить источниками период начального этапа формирования коми этноса. Обосновала генетические истоки культуры Перми вычегодской (непосредственных предков коми-зырян) в предшествующих местных культурах раннего железного века, роль и влияние прибалтийско-финского и древнерусского компонентов в этногенезе коми-зырян, реконструированы хозяйства, быт, материальная и духовная культура Перми вычегодской, исследовала роль древнерусской колонизации в истории народа коми.
Автор более 250 научных работ, среди которых 16 монографий и научно-популярных книг: «Пермь вычегодская» (1971), «Вымские могильники» (1987), «Жигановский могильник» (2010), «Ыджыдъельский могильник» (2014), учебное пособие «Археология Коми АССР» и другие, соавтор коллективных монографий: «История Коми АССР» (1978), «История крестьянства Европейского Севера СССР» (1984), «Археология Республики Коми» (1997), «Финно-угры Поволжья и Приуралья в средние века» (1999), учебных пособий для учащихся школ «Наш край в истории СССР» и «История родного края», «Исторический атлас Республики Коми». Редактор более 20 научных сборников статей и монографий, среди них фундаментальная обобщающая монография «Археология Республики Коми»; составитель, редактор и автор ряда работ: «Народное искусство народа коми», «Историко-культурный атлас Республики Коми» (1997), «Атлас Республики Коми».(2001, 2011)
Являлась ответственным редактором материалов ряда международных конгрессов и конференций, организатором международных, всесоюзных, всероссийских и региональных научных форумов: VI Международного конгресса финно-угроведов в 1985 году, Международного симпозиума «Проблемы историко-культурной среды Арктики» в 1991 году, Международной конференции «Христианизация Коми края и её роль в развитии государственности и культуры» в 1996 году и других.

## Преподавательская деятельность
С 1972 по 1985 год работала в Сыктывкарском государственном университете. С 1972 по 1975 год- преподаватель кафедры истории историко-филологического факультета, 1975 по 1977 год- доцент кафедры истории СССР, с 1977 по 1979 год- декан исторического факультета, с 1979 по 1982 год- доцент кафедры истории СССР, с 1982 по 1985 год- заведующая кафедрой истории СССР. Читала лекционные курсы «Основы археологии», «Основы этнографии», «История первобытного общества», «Археология Коми АССР». Занималась подготовкой специалистов-археологов, осуществляя руководство студентами-дипломниками, аспирантами и соискателями ученой степени. На протяжении ряда лет является председателем комиссии по приему государственных экзаменов Сыктывкарского Государственного Университета имени Питирима Сорокина.

## Научно-организационная деятельность
Руководила историческим факультетом СыктГУ (1977—1979), являлась заместителем директора Институте языка, литературы и истории Коми НЦ УрО РАН. Организовывала и проводила конференции международного и всероссийского уровней (1985 по 2001 гг.)
С 1985 года продолжила работу в Институте языка, литературы и истории Коми научного центра Уральского отделения Российской академии наук в Институте языка, литературы и истории Коми НЦ УрО РАН. С 1985 по 2001 год являлась заместителем директора института по научной работе, с 1985 по 2008 год- заведующей отдела археологии. Являлась членом экспертного совета Межведомственного координационного совета по науке при Главе Республике Коми, Комиссии по правам человека при Главе Республики Коми, координационного совета Международного комитета историков финно-угроведов. Являлась членом ученого совета исторического факультета, Ученого совета Сыктывкарского государственного университета. Занимала пост ответственного редактора серии «Материалы по археологии Европейского Северо-Востока», члена редакционной коллеги серии «Научные доклады» Коми научного центра Уральского отделения Российской академии наук, журнала «Финно-угроведение» (Казань), научно-публицистического журнала «Арт», научно-популярного сборника «Родники пармы» и других изданий.. С 2011 года являлась директором центра «Наследие» Питерима Сорокина..

## Основные публикации
- Савельева Э. А. Пермь Вычегодская. К вопросу о происхождении народа коми. М.: Наука, 1971. 224 с.
- Савельева Э. А. Археология Коми АССР: Учебное пособие по спецкурсу. Сыктывкар, 1984. 84 с.
- Савельева Э. А. Вымские могильники XI—XIV вв. Л.: Изд-во ЛГУ, 1987. 200 с.
- Савельева Э. А., Королев К. С. По следам легендарной чуди. Сыктывкар: Коми кн. изд-во. 128 с.
- Савельева Э. А., Королев К. С. Эжва Перым. Сыктывкар, 1992
- Королев К. С., Мурыгин А. М., Савельева Э. А. Ванвиздинская культура (VI—X вв. н. э.) // Археология Республики Коми. М.: ДиК, 1997. С. 400—477
- Савельева Э. А., Истомина Т. В., Королев К. С. Пермь вычегодская (XI—XIV вв. н. э.) // Археология Республики Коми. М.:ДиК, 1997. С. 561—650
- Савельева Э. А., Королев К. С. Древние рукописи о перми вычегодской. Сыктывкар: Коми кн. изд-во, 1997. 126 с.
- Савельева Э. А., Истомина Т. В., Королев К. С. Пермь-вычегодская // Финно-угры Поволжья и Приуралья в средние века. Ижевск, 1999. С. 299—349
- Савельева Э. А., Королев К. С. Письменные известия о перми вычегодской. Сыктывкар: изд-во «Эском», 2007, 175с.
- Савельева Э. А. Жигановский могильник. Сыктывкар: Изд-во Коми НЦ УрО РАН, 2010. 454 с.
- Савельева Э. А. Ыджыдъельский могильник. Сыктывкар: Изд-во Коми НЦ УрО РАН, 2014[11]

## Награды и премии
Награждена Почетными грамотами Совета Министров Коми СССР, Президиума Верховного Совета Коми АССР, медалью «За доблестный труд» (1970), Заслуженный деятель науки Коми АССР (1987), Заслуженный деятель науки Российской Федерации (1998). Лауреат премии Коми комсомола (1969), Лауреат Государственной премии Республики Коми в области науки (1998, 2001, 2011), Памятная медаль Союза женщин России (2001), Орден Дружбы (2003), Почетный ветеран Уральского отделения Российской Академии наук (2014), Знак отличия «За безупречную службу Республике Коми» (2011), «Почётный деятель науки Республики Коми».(2017)